# Фінал чемпіонату Південної Америки з футболу 1919
Фінал чемпіонату Південної Америки з футболу 1919 — фінальний матч 3-го розіграшу чемпіонату Південної Америки. Відбувся 29 травня 1919 року в Ріо-де-Жанейро на стадіоні «Ларанжейрас».

## Передмова
Турнір пройшов по коловій системі. Оскільки збірні Бразилії та Уругваю за підсумками попереднього етапу набрали однакову кількість очок, тому саме між ними і провели додатковий матч для виявлення переможця турніру.

## Матч
| 29 травня 1919 |

| Бразилія        | 1–0 (д.ч.)* | Уругвай |
| --------------- | ----------- | ------- |
| Фріденрайх 122' |             |         |

| Ларанжейрас, Ріо-де-Жанейро Арбітр: Хуан Педро Барбера (Аргентина) |

| Бразилія | Уругвай |

| ВР      |  | Маркос     |
| ЗХ      |  | Піндаро    |
| ЗХ      |  | Б'янко     |
| ПЗ      |  | Сержіу     |
| ПЗ      |  | Фортес     |
| НП      |  | Амілкар    |
| НП      |  | Мілтон     |
| НП      |  | Неко       |
| НП      |  | Фріденрайх |
| НП      |  | Домінгес   |
| НП      |  | Арнальдо   |
| Тренер: |  |            |
| Аролдо  |  |            |

| ВР                 |  | Каєтано Сапоріті |
| ЗХ                 |  | Мануель Варела   |
| ЗХ                 |  | Альфредо Фоліньо |
| ЗХ                 |  | Рохеліо Нагуїль  |
| ЗХ                 |  | Альфредо Сібечі  |
| ПЗ                 |  | Хосе Ванцціно    |
| ПЗ                 |  | Хосе Перес       |
| НП                 |  | Ектор Скароне    |
| НП                 |  | Анхель Романо    |
| НП                 |  | Ісабеліно Градін |
| НП                 |  | Родольфо Маран   |
| Тренер:            |  |                  |
| Северіно Кастільйо |  |                  |

## Чемпіон

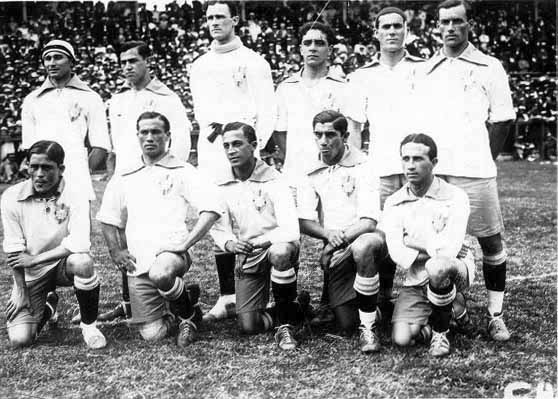
Збірна Бразилії — переможці турніру 1919 року.

| Чемпіон Південної Америки 1919 |
| ------------------------------ |
| Бразилія 1-й титул             |